# Tamon Honda
Tamon Honda (japonsky 本田 多聞; * 15. srpna 1963 Jokohama) je bývalý japonský zápasník, volnostylař a od roku 1993 profesionální wrestler. V roce 1984 na hrách v Los Angeles vybojoval ve volném stylu 5. místo v kategorii do 100 kg, o čtyři roky později na hrách v Soulu ve stejné kategorii vypadl ve druhém kole. V roce 1992 na hrách v Barceloně vypadl v kategorii +100 kg ve druhém kole. V roce 1983 zvítězil v kategorii do 100 kg na mistrovství Asie.